# Крапє (Лютомер)
Крапє (словен. Krapje) — поселення в общині Лютомер, Помурський регіон, Словенія. Висота над рівнем моря: 177,3 м.